# Jan Egil Storholt
Jan Egil Storholt (Trondheim, 13 februari 1949) is een voormalig Noors langebaanschaatser.
Jan Egil Storholt was van 1973 tot 1981 actief in de internationale schaatssport. Samen met Kay Arne Stenshjemmet, Amund Sjøbrend en Sten Stensen werden ze de vier S'en uit Noorwegen genoemd om de beginletter van hun achternaam. In de acht jaar als schaatser werd Storholt tweemaal Europees kampioen allround (1977 en 1979) en eenmaal olympisch kampioen 1500 meter (1976).Hij eindigde van 1977 t/m 1979 drie maal als tweede op het podium van het WK Allround achter de Amerikaan Eric Heiden. Bovendien heeft hij nog twee periodes van samen 30 dagen aan de top van de Adelskalender gestaan.

## Records

### Wereldrecords
| Nr. | Afstand        | Tijd    | Datum         | Baan  |
| --- | -------------- | ------- | ------------- | ----- |
| 1.  | 1500 meter     | 1.55,18 | 20 maart 1977 | Medeo |
| 2.  | Grote vierkamp | 163,221 | 20 maart 1977 | Medeo |

#### Wereldrecords laaglandbaan (officieus)
| Nr. | Afstand    | Tijd    | Datum            | Baan      |
| --- | ---------- | ------- | ---------------- | --------- |
| 1.  | 3000 meter | 4.16,82 | 17 januari 1976  | Elverum   |
| 2.  | 3000 meter | 4.11,22 | 18 december 1976 | Eindhoven |
| 3.  | 1000 meter | 1.16,77 | 2 januari 1978   | Oslo      |
| 4.  | 1500 meter | 1.59,79 | 6 januari 1979   | Hamar     |

### Adelskalender
Jan Egil Storholt heeft twee periodes aan de top van de Adelskalender gestaan: eerst van 20 maart 1977 tot 3 april 1977 (14 dagen) en een tweede keer van 19 maart 1978 tot 4 april 1978 (16 dagen). In totaal heeft Jan Egil Storholt 30 dagen aan de top van de Adelskalender gestaan.
Hieronder staan de persoonlijke records (PR's) waarmee Jan Egil Storholt aan de top van de Adelskalender kwam en de PR's die hij had staan toen hij van de eerste plek verdreven werd. Tevens zijn de gegevens weergegeven van de schaatsers die voor en na hem aan de top van de lijst stonden.
| Datum      | 500 m | 1500 m  | 5000 m  | 10.000 m | Punten  | Voorganger / Opvolger |
| ---------- | ----- | ------- | ------- | -------- | ------- | --------------------- |
| 19-03-1977 | 37,8  | 1.53,8  | 7.02,7  | 15.12,2  | 163,613 | Vladimir Lobanov      |
| 20-03-1977 | 38,07 | 1.55,18 | 7.01,16 | 14.52,84 | 163,221 |                       |
| 03-04-1977 | 38,45 | 1.56,4  | 6.58,88 | 14.39,56 | 163,116 | Sergej Martsjoek      |
| 19-03-1978 | 38,07 | 1.55,18 | 7.01,16 | 14.49,26 | 163,042 |                       |
| 04-04-1978 | 37,90 | 1.56,70 | 6.59,8  | 14.42,1  | 162,885 | Vladimir Belov        |

## Resultaten
| Jaar | EK Allround | Olympische Spelen                         | WK Allround | WK Sprint |
| ---- | ----------- | ----------------------------------------- | ----------- | --------- |
| 1973 | -           |                                           | 10e         | -         |
| 1974 | 10e         |                                           | 9e          | -         |
| 1975 | 4e          |                                           | 8e          | -         |
| 1976 | Brons       | 28e 500m · 1500m · 9e 5000m · 14e 10.000m | 6e          | 10e       |
| 1977 | Goud        |                                           | Zilver      | -         |
| 1978 | Brons       |                                           | Zilver      | -         |
| 1979 | Goud        |                                           | Zilver      | -         |
| 1980 | Zilver      | 17e 1000m 6e 1500m                        | -           | -         |
| 1981 | 4e          |                                           | Brons       | -         |

- = geen deelname

### Medaillespiegel
| Kampioenschap     | Goud | Zilver | Brons |
| ----------------- | ---- | ------ | ----- |
| EK Allround       | 2    | 1      | 2     |
| Olympische Spelen | 1    | 0      | 0     |
| WK Allround       | 0    | 3      | 1     |

Rudolf Ericson · Peder Østlund · Jaap Eden · Oscar Mathisen · Ivar Ballangrud · Michael Staksrud · Åke Seyffarth · Nikolaj Mamonov · Hjalmar Andersen · Boris Sjilkov · Dmitri Sakoenenko · Juhani Järvinen · Knut Johannesen · Jonny Nilsson · Per Ivar Moe · Eduard Matoesevitsj · Ard Schenk · Kees Verkerk · Magne Thomassen · Hans van Helden · Vladimir Lobanov · Jan Egil Storholt · Sergej Martsjoek · Vladimir Belov · Eric Heiden · Viktor Sjasjerin · Andrej Bobrov · Nikolaj Goeljajev · Michael Hadschieff · Eric Flaim · Johann Olav Koss · Falko Zandstra · Rintje Ritsma · Gianni Romme · Jochem Uytdehaage · Chad Hedrick · Sven Kramer · Shani Davis · Patrick Roest
1924: Clas Thunberg ·
1928: Clas Thunberg ·
1932: Jack Shea ·
1936: Charles Mathiesen ·
1948: Sverre Farstad ·
1952: Hjalmar Andersen ·
1956: Jevgeni Grisjin/Joeri Michajlov ·
1960: Jevgeni Grisjin/Roald Aas ·
1964: Ants Antson ·
1968: Kees Verkerk ·
1972: Ard Schenk ·
1976: Jan Egil Storholt ·
1980: Eric Heiden ·
1984: Gaétan Boucher ·
1988: André Hoffmann ·
1992: Johann Olav Koss ·
1994: Johann Olav Koss ·
1998: Ådne Søndrål ·
2002: Derek Parra ·
2006: Enrico Fabris ·
2010: Mark Tuitert ·
2014: Zbigniew Bródka ·
2018: Kjeld Nuis ·
2022: Kjeld Nuis
Onofficiële Europese kampioenschappen

1891: Onbeslist ·
1892: Onbeslist · 
1946: Göthe Hedlund 

Officiële Europese kampioenschappen

1893: Rudolf Ericson · 
1894: Onbeslist ·
1895: Alfred Næss · 
1896: Julius Seyler · 
1897: Julius Seyler · 
1898: Gustaf Estlander · 
1899: Peder Østlund · 
1900: Peder Østlund · 
1901: Rudolf Gundersen · 
1902: Johan Schwartz · 
1903: Onbeslist ·
1904: Rudolf Gundersen · 
1905: Johan Vikander · 
1906: Rudolf Gundersen · 
1907: Moje Öholm · 
1908: Moje Öholm · 
1909: Oscar Mathisen · 
1910: Nikolaj Stroennikov · 
1911: Nikolaj Stroennikov · 
1912: Oscar Mathisen · 
1913: Vasilij Ippolitov · 
1914: Oscar Mathisen · 
1922: Clas Thunberg · 
1923: Harald Strøm · 
1924: Roald Larsen · 
1925: Otto Polacsek · 
1926: Julius Skutnabb · 
1927: Bernt Evensen · 
1928: Clas Thunberg · 
1929: Ivar Ballangrud · 
1930: Ivar Ballangrud · 
1931: Clas Thunberg · 
1932: Clas Thunberg · 
1933: Ivar Ballangrud · 
1934: Michael Staksrud · 
1935: Karl Wazulek · 
1936: Ivar Ballangrud · 
1937: Michael Staksrud · 
1938: Charles Mathiesen · 
1939: Alfons Bērziņš · 
1947: Åke Seyffarth · 
1948: Reidar Liaklev · 
1949: Sverre Farstad · 
1950: Hjalmar Andersen · 
1951: Hjalmar Andersen · 
1952: Hjalmar Andersen · 
1953: Kees Broekman · 
1954: Boris Sjilkov · 
1955: Sigge Ericsson · 
1956: Jevgeni Grisjin · 
1957: Oleg Gontsjarenko · 
1958: Oleg Gontsjarenko · 
1959: Knut Johannesen · 
1960: Knut Johannesen · 
1961: Viktor Kositsjkin · 
1962: Robert Merkoelov · 
1963: Nils Egil Aaness · 
1964: Ants Antson · 
1965: Eduard Matoesevitsj · 
1966: Ard Schenk · 
1967: Kees Verkerk · 
1968: Fred Anton Maier · 
1969: Dag Fornæss · 
1970: Ard Schenk · 
1971: Dag Fornæss · 
1972: Ard Schenk · 
1973: Göran Claeson · 
1974: Göran Claeson · 
1975: Sten Stensen · 
1976: Kay Arne Stenshjemmet · 
1977: Jan Egil Storholt · 
1978: Sergej Martsjoek · 
1979: Jan Egil Storholt · 
1980: Kay Arne Stenshjemmet · 
1981: Amund Sjøbrend · 
1982: Tomas Gustafson · 
1983: Hilbert van der Duim · 
1984: Hilbert van der Duim · 
1985: Hein Vergeer · 
1986: Hein Vergeer · 
1987: Nikolaj Goeljajev · 
1988: Tomas Gustafson · 
1989: Leo Visser · 
1990: Bart Veldkamp · 
1991: Johann Olav Koss · 
1992: Falko Zandstra · 
1993: Falko Zandstra · 
1994: Rintje Ritsma · 
1995: Rintje Ritsma · 
1996: Rintje Ritsma · 
1997: Ids Postma · 
1998: Rintje Ritsma · 
1999: Rintje Ritsma · 
2000: Rintje Ritsma · 
2001: Dmitri Sjepel · 
2002: Jochem Uytdehaage · 
2003: Gianni Romme · 
2004: Mark Tuitert · 
2005: Jochem Uytdehaage · 
2006: Enrico Fabris · 
2007: Sven Kramer · 
2008: Sven Kramer · 
2009: Sven Kramer · 
2010: Sven Kramer · 
2011: Ivan Skobrev · 
2012: Sven Kramer · 
2013: Sven Kramer · 
2014: Jan Blokhuijsen · 
2015: Sven Kramer · 
2016: Sven Kramer · 
2017: Sven Kramer · 
2019: Sven Kramer · 
2021: Patrick Roest · 
2023: Patrick Roest · 
2025: Sander Eitrem